# Ivan Ribar
Ivan Ribar (Vukmanić, 21 gennaio 1881 – Zagabria, 11 giugno 1968) è stato un politico jugoslavo.

## Biografia
Ribar nacque a Vukmanić (vicino Karlovac). Dopo studi legali e la laurea in legge fu:
- Presidente della reale assemblea parlamentare dal 1920 al 1922
- Presidente della commissione esecutiva e del Consiglio antifascista di liberazione popolare della Jugoslavia dal 26 ottobre 1942 al 4 dicembre 1943
- Presidente del presidio della provvisionale assemblea del popolo dal 4 dicembre 1943 - 5 marzo 1945
- Presidente del presidio dell'assemblea nazionale dal 2 dicembre 1945 al 14 gennaio 1953

Ivan Ribar perse la propria famiglia durante la seconda guerra mondiale: morirono i due figli, Jurica e Ivo Lola, e la moglie Tonica. Entrambi i figli combatterono come partigiani contro i tedeschi. Ivo Lola Ribar, il figlio minore, era in carica per la lega dei giovani comunisti di Jugoslavia durante la guerra e successivamente fu proclamato eroe del popolo Jugoslavo.
Dalla proclamazione della Repubblica Federativa Popolare nel 1945 fino al 1953, Ivan Ribar è stato de jure il capo di Stato della Jugoslavia; la sua posizione di 1º Presidente della Presidenza dell'Assemblea popolare della Repubblica Federativa Popolare di Jugoslavia è stata costituzionalmente equivalente a quella di presidente. Nel 1953, il leader del Partito Comunista e Primo ministro Josip Broz Tito, leader de facto del paese dal 1945, fu eletto alla nuova carica di Presidente della Repubblica.
Ivan Ribar morì a Zagabria all'età di 87 anni.